# Чудинов, Дмитрий Константинович
Дмитрий Константинович Чудинов (1893, Иркутск — 1937 год) — русский революционер, советский журналист, работник культуры, организатор народного образования в Сибири.

## Биография
Родился в 1893 году в крестьянской семье. Получил профессию учителя. В 1914 году в связи с революционной деятельностью был исключён из Иркутской учительской семинарии.
Учился в Московском народном университете А. Л. Шанявского, где в 1915 году встретил свою будущую жену Ксению Павловну. В это же время трудился в московской кооперации.
В конце 1916 года из-за преследований охранки вместе с супругой покинул Москву, переехав в Богородск, где уже после Февральской революции начал работать в земстве. Симпатизировал партии социалистов-революционеров. С наступлением Октябрьской революции Ксения Павловна была назначена комиссаром продовольствия. В марте 1918 года ЦК РКП(б) направил Чудиновых в Омск, в котором Дмитрий Константинович стал сотрудником финансового управления горсовета, а его жена — руководителем Омского губернского продовольственного комитета.
Во время вынуждённого отъезда из Омска, вызванного белогвардейским восстанием, Чудинов вместе с красногвардейским отрядом смог прорваться в Тюмень, тогда как Ксения Павловна по решению партии осталась в Екатеринбурге для подпольной работы в тылу врага.
Зимой 1918 года, будучи связным Сиббюро ЦК РКП(б), Чудинов пересёк линию фронта; в свою очередь, в январе следующего года его жена была поймана в Новониколаевске и отправлена в тюрьму, однако усилиями местных подпольщиков, в том числе Е. Б. Ковальчук, освобождена, после чего с января по март 1919 года скрывалась вместе с мужем на явочных квартирах этого города, а также в деревне Кубовой.
В марте 1919 года Чудиновы переехали в Иркутск, развернув активную деятельность среди местных большевиков. Здесь же Дмитрий Константинович был официально принят в РКП(б). В апреле этого года на 1-й нелегальной партийной конференции они вступили в Иркутский (подпольный) губком РКП(б). Оба под прикрытием легальной работы использовали свои силы для помощи революционному делу — Чудинов в должности инструктора Иркутского губернского союза кооперативов (Ирсоюз) посетил в течение лета 1919 года значительную часть партизаниких отрядов губернии, а Ксения Павловна устроилась на биржу труда и содействовала прибывавшим в Иркутск конспираторам.
В сентябре 1919 года, пережив арест Дмитрия Константиновича, освобождённого под поручительство Ирсоюза, супруги сбежали в село Кимильтей. Здесь Чудинов на кооперативных счетоводческих курсах организовал лекции и вскоре опять был арестован, но бежал из-под стражи. В результате с конца ноября муж с женой полностью переключились на подпольную деятельность.
С возвращением в Иркутск Красной армии Чудинов участвовал в организации городской партийной работы и стал руководителем районной партийной ячейки. После окончания в сентябре 1920 года Иркутской партшколы был командирован в Урало-Сибирскую партшколу ЦК РКП(б) в Омск.
С ноября 1920 года заведовал Сибирским отделом народного образования при Сибирревкоме, проявив на этом посту незаурядные организаторские способности. Именно участие в зарождении советской культуры в Сибири стало для Чудинова самым ярким периодом его жизни.
Летом 1921 года перебрался вместе с Сибоно в Новониколаевск, где в 1923 году с коллективом педагогов-единомышленников организовал выпуск «Сибирского педагогического журнала», в то время как Ксения Чудинова работала заместителем заведующего Чрезвычайной комиссией помощи детям при Сибревкоме и заместителем представителя Наркомздрава в Сибири. Был хорошо знаком как с творческой, так и бытовой жизнью сотрудников провинциальной культуры и просвещения, владел музыкальными инструментами и зарекомендовал себя талантливым публицистом.
Он приложил много усилий для привлечения сотрудников высшей школы, учителей, работников искусства и литературы на советскую сторону. Летом 1923 года пригласил в Новониколаевск писателя В. Я. Зазубрина, оплатив ему переезд из Канска.
Чудинов неоднократно защищал старую интеллигенцию от нападок враждебно настроенных к ним партийных деятелей.
Его публицистические выступления зачастую встречали отторжение в среде марксистских идеологов, которые видели в них проявление неонародничества и мелкобуржуазности, а статья Чудинова «Голод и кризис крестьянского хозяйства», опубликованная в 1922 году во втором номере «Сибирских огней», вызвала резкую критику со стороны Е. М. Ярославского и Д. Г. Тумаркина.
В 1924 году он был снят с должности заведующего Сибоно и отправлен работать в Тувинскую народную республику.
Осенью 1929 года стал первым ректором Сибирского института народного хозяйства и вместе с тем назначен главным редактором журнала «Жизнь Сибири», на страницах которого в № 4—6 появились  его статьи «Курс на качество», «Куда идти» и «Революция растёт», воспринятые партийцами-консерваторами как «либерально-буржуазные».
По решению бюро Западно-Сибирского крайкома ВКП(б) за 25 октября 1930 года Чудинов был освобождён от редакторской работы в журнале и лишён должности ректора, а в печати началась травля публициста.
В 1930—1931 годах — на посту директора Томского механического института, затем работал в Кемерове (1932—1933); в Иркутске руководил созданием северных культбаз под управлением Комитета Севера при ВЦИК СССР. В тот же период сотрудничал с «Обществом изучения Урала, Сибири и Дальнего Востока», а также издавался в печатном органе этой организации — журнале «Советская Азия».
Был репрессирован и обвинён во вредительской деятельности на советском Севере. Расстрелян в 1937 году.